# Pokémon Crystal
Pokémon Crystal Version (яп. ポケットモンスター クリスタル, Покэтто Монсута: Курисутару, «Покемон: Кристальна версія») — японська рольова гра, розроблена студією Game Freak і випущена Nintendo на платформі Game Boy Color. Гра є доповненою версія двох попередніх ігор — Pokémon Gold і Silver. Crystal надійшла в продажу 14 грудня 2000 року в Японії, 29 липня 2001 року в США і 1 листопада 2001 року в Європі.

## Ігровий процес
Як і попередні частини, Pokémon Gold і Silver грається від третьої особи, з перспективою зверху вниз, з гравцями, які безпосередньо керують протагоністом у вигаданому всесвіті, взаємодіючи з предметами та людьми. Досліджуючи цей світ, гравець зустрічатиме різні місцевості, такі як трав'янисті поля, ліси, печери та моря, в яких мешкають різні види покемонів. Коли гравець випадково зустрічає одну з цих істот, поле перемикається на покрокову "сцену битви", де покемони будуть битися.
В іграх є дві основні цілі: пройти основну сюжетну лінію і перемогти Елітну четвірку та Покемон-майстра Ланса, щоб стати новим Чемпіоном, а також заповнити Покедекс, захоплюючи, еволюціонуючи та торгуючи, щоб отримати всіх 251 покемонів. Важливим аспектом гри є розвиток і виховання покемонів гравця шляхом битв з іншими покемонами, яких можна знайти в дикій природі або які належать іншим тренерам. Ця система накопичення очок досвіду (EXP) і підвищення рівня, характерна і невід'ємна для всіх відеоігор про покемонів, контролює фізичні властивості покемонів, такі як отримана статистика бою і вивчені рухи.